# Erikub
Erikub (en marshallès: Ādkup) és un atol deshabitat de l'oceà Pacífic que forma un districte legislatiu de la cadena de Ratak de les Illes Marshall. Comprèn 14 illes i illots, té una superfície terrestre de tan sols 1,53 km² i envolta una llacuna amb una superfície de 230 km². Es troba al sud de Wotje.

## Història
El primer albirament registrat pels europeus va ser el 29 de juny de 1566 pel galió espanyol San Jerónimo, comandat pel pilot Lope Martín. És probable que hagués estat prèviament albirat per l'expedició espanyola de Ruy López de Villalobos entre desembre de 1542 i gener de 1543.
L'atol va ser reclamat per l'Imperi Alemany, juntament amb la resta de les Illes Marshall, el 1884. Després de la Primera Guerra Mundial va quedar sota el domini de l'Imperi Japonès. Després de la Segona Guerra Mundial va quedar sota el control dels Estats Units. Forma part de les Illes Marshall des de la seva independència, el 1986.